# Roel Reiné
Roel Reiné (Eindhoven, 15 juli 1970) is een Nederlandse filmregisseur en -producent.

## Loopbaan
Als jonge producent begon hij zijn werk, onder de vleugels van het productiebedrijf IDTV, met de serie Fort Alpha. Aansluitend was hij als productieleider en regisseur verantwoordelijk voor televieseries als 12 steden, 13 ongelukken, Voor hete vuren en SamSam.
In 1999 produceerde en regisseerde hij de lowbudgetfilm The Delivery  met onder andere Fedja van Huêt in de hoofdrol. De film won op het Nederlands Film Festival het Gouden Kalf voor de beste regie.
Reiné heeft er nooit een geheim van gemaakt dat hij het liefste in Hollywood zijn films wilde maken en in 2004 vertrok hij dan ook naar de Verenigde Staten.
Tegenwoordig regisseert hij films waaronder onder andere de film Pistol Whipped met Steven Seagal in de hoofdrol en de film Dead in Tombstone met Danny Trejo in de hoofdrol. Tussendoor nam hij op Nederlandse bodem ook de regie op zich bij een aantal afleveringen van de regiosoap Wolfseinde op Omroep Brabant en de historische avonturenfilm Michiel de Ruyter. In 2017 mocht hij 2 afleveringen regisseren van de Amerikaans tv-serie "Inhumans" in opdracht van Marvel Comics. Opmerkelijk is dat de afleveringen eerst in de bioscoop worden vertoond op IMAX-formaat.
In 2015 werd Reiné lid van de film jury voor ShortCutz Amsterdam.
In juni 2019 lanceerde Reine een eigen streamingdienst 'Actionflix.com', met actiefilms, documentaires over actiefilms en speciale series. In maart 2020 stopte deze streamingdienst.

## Filmografie

### Films
- No More Control (1996) korte film (regisseur)
- Carwars (1999) televisiefilm (regisseur)
- The Delivery (1999) (regisseur/producent)
- Adrenaline (2003) (regisseur/producent)
- Drifter (2007) (regisseur/producent)
- Pistol Whipped (2008) (regisseur)
- Deadwater (2008) (regisseur/producent)
- The Marine 2 (2009) (regisseur)
- The Lost Tribe (2010) (regisseur)
- Bear (2010) (regisseur/producent)
- Death Race 2 (2010) (regisseur)
- The Scorpion King 3: Battle for Redemption (2012) (regisseur)
- Death Race 3: Inferno (2013) (regisseur)
- 12 Rounds 2: Reloaded (2013) (regisseur)
- Dead in Tombstone (2013) (regisseur)
- SEAL Team 8: Behind Enemy Lines (2014) (regisseur)
- Michiel de Ruyter (2015) (regisseur)
- The Man with the Iron Fists 2 (2015) (regisseur)
- The Condemned 2 (2015) (regisseur)
- Hard Target 2 (2016) (regisseur)
- Dead Again in Tombstone (2017) (regisseur)
- Redbad (2018) (regisseur)
- Fistful of Vengeance (2022) (regisseur/producent)
- De Vuurlinie (2023) (regisseur)

### Televisieseries
- De Uitdaging (1990) (regisseur)
- Voor hete vuren (1995) 1 afl. (regisseur)
- Fort Alpha (1996) (regisseur/producent)
- 12 steden, 13 ongelukken (1996) (regisseur)
- Brutale meiden (1997) (regisseur/producent)
- Sterker dan drank (1997) (regisseur)
- 't Zal je gebeuren... (1998) (regisseur)
- De aanklacht (2000) 1 afl. (regisseur)
- Verkeerd verbonden (2000) (regisseur)
- SamSam (2002) 11 afl. (regisseur)
- Wolfseinde (2009) 4 afl. (regisseur)
- Black Sails (2017) 1 afl. (regisseur)
- Blood Drive (2017) 2 afl. (regisseur)
- Inhumans (2017) 2 afl. (regisseur)
- Knightfall (2019) 2 afl. (regisseur)
- Wu Assassins (2019) 2 afl. (regisseur)
- Halo (2022) 2 afl. (regisseur)

- Biblioteca Nacional de España: XX1699308
- Bibliothèque nationale de France: cb14131346w (data)
- Gemeinsame Normdatei: 13968526X
- International Standard Name Identifier: 0000 0000 7840 3046
- Library of Congress Control Number: no2008147782
- Nederlandse Thesaurus van Auteursnamen: 183467094
- Système universitaire de documentation: 190363355
- Virtual International Authority File: 27274728
- WorldCat: E39PBJpDQPFxb9pwktxbwJwpyd